# Atriplex schugnanica
Atriplex schugnanica là loài thực vật có hoa thuộc họ Dền. Loài này được Iljin mô tả khoa học đầu tiên năm 1936.